# Zaho Balili
Zaho Balili (* 3. Oktober 1951 in Rexhin, Kreis Tepelena; † 3. Oktober 2001 in Athen) war ein albanischer Dichter, Schriftsteller und Rhapsode, bekannt für seine Lieder der Iso-Polyphonie.

## Biografie
Zaho Balili wurde am 3. Oktober 1951 in Rexhin, einem Dorf in den Bergen von Kurvelesh, geboren. Er besuchte die Grund- und Mittelschule in Tepelena. Schon in jungen Jahren begann er mit dem Schreiben und veröffentlichte mehrere Gedichtbände, darunter Drithërimet e pranverës.
Seine Werke wurden oft von Iso-Polyphonie-Gruppen aus Vlora, Gjirokastra und Tepelena interpretiert. In den 1980er Jahren leitete er die Gruppe Hormova, mit der er 1985 den ersten Preis beim Folklorefestival von Gjirokastra für das Lied Flaka mbuloi fshanë gewann.
Ein weiteres bekanntes Lied ist Balada e Nënës (Ballade der Mutter), das 1997 von einer Gruppe aus Vlora aufgeführt wurde. Im Jahr 2001 gründete Balili in Athen die Gruppe Lot Kurbeti, die drei Alben seiner Lieder veröffentlichte. Außerdem wurde er Vorsitzender des patriotischen Vereins Labëria in Athen und der albanischen Schriftstellervereinigung in Griechenland.
Zaho Balili starb am 3. Oktober 2001 in Athen an einer Hirnblutung. Drei seiner Gedichtbände wurden posthum veröffentlicht.

## Werke
- 1997: Paskan çelur manushaqet – Lyrik
- 1998: Drithërimet e pranverës – Lyrik
- 2001: Brengat e shpirtit – Lyrik
- 2002: Puth ballin tënd Shqipëri – Lyrik
- 2003: Lotë kurbeti – Lyrik
- 2011: Kur dy zemra dashurohen – Prosa

## Auszeichnungen und Ehrungen
- Erster Preis beim Kulturtreffen der Unternehmen in Tepelenë (1980) mit der Amateurgruppe von S.M.T.
- Erster Preis beim Folklorefestival von Gjirokastër (1985) mit dem Lied Flaka mbuloi fshanë.
- Besondere Anerkennung beim Folklorefestival von Gjirokastër (1988) mit dem Lied 13 male me këmbë.
- 2002 verlieh der Kreisrat von Gjirokastër ihm den Titel "Hervorragende Persönlichkeit im Bereich Kunst und Kultur".
- 2012 erhielt er posthum die Silbermedaille "Naim Frashëri" durch den Präsidenten der Republik Albanien, Bamir Topi, für seine Beiträge zur Iso-Polyphonie.
- 2014 wurde ihm der Titel "Ehrenbürger" der Stadt Tepelenë verliehen.
- 2015 verlieh ihm der Verband Vatra Labe posthum ein Ehrenzertifikat für seinen Beitrag zur Entwicklung der Iso-Polyphonie.